# بي إس في آيندهوفن
رابطة فيليبس الرياضية (بالهولندية: Philips Sport Vereniging) نادي كرة قدم هولندي يشكل مع نادي أياكس وفيينورد روتردام أقطاب كرة القدم الهولندية. يعرف اختصاراً باسم بي إس في (PSV) وعالمياً باسم بي إس في آيندهوفن (PSV Eindhoven). أفضل إنجازات النادي فوزه بالكأس الأوروبي -المسمى السابق لبطولة دوري أبطال أوروبا- عام 1988 م. يلقب بالبويرين (Boeren) والتي تعني المزارعين باللغة الهولندية.
من أشهر من لعب لبي أس في آيندهوفن في تاريخ النادي رود خوليت و‌رونالد كومان و‌روماريو و‌فيليب كوكو و‌ياب ستام و‌رود فان نستلروي و‌رونالدو.

## ألقاب النادي
- الدوري الهولندي الممتاز :
  - البطل (25 مرة): 1929, 1935, 1951, 1962–63، 1974–75، 1975–76، 1977–78، 1985–86، 1986–87، 1987–88، 1988–89، 1990–91، 1991–92، 1996–97، 1999–00، 2000–01، 2002–03، 2004–05، 2005–06، 2006–07، 2007–08، 2014–15، 2015–16، 2017–18، 2023–24
- الوصيف (15 مرة): 1941, 1962, 1964, 1977, 1982, 1984, 1985, 1990, 1993, 1996, 1998, 2002, 2004, 2013, 2023
- كأس هولندا:
  - البطل (11 مرات): 1950, 1974, 1976, 1988, 1989, 1990, 1996, 2005, 2012, 2022, 2023
  - الوصيف (8 مرات): 1932, 1939, 1969, 1970, 1998, 2001, 2006, 2013
- كأس السوبر الهولندي:
  - البطل (14 مرة): 1992, 1996, 1997, 1998, 2000, 2001, 2003, 2008, 2012, 2015, 2016, 2021, 2022, 2023
  - الوصيف (7 مرات): 1991, 2002, 2005, 2006, 2007, 2018, 2019
- الكأس الأوروبية للأندية / دوري أبطال أوروبا:
  - البطل (مرة): 1988
  - نصف النهائي (مرتين): 1976, 2005
- كأس الإنتركونتيننتال:
  - النهائى (مرة): 1988
- كأس السوبر الأوروبي:
  - النهائى (مرة): 1988
- كأس الاتحاد الأوروبي / الدوري الأوروبي:
  - البطل (مرة): 1978
- كأس السلام:
  - البطل (مرة): 2003

## وصلات خارجية
- موقع النادي الرسمي